# Klaus Fuchs
Emil Julius Klaus Fuchs (Rüsselsheim, 1911. december 29. – Berlin, 1988. január 28.) német születésű brit fizikus, kém.

## Élete
Klaus Fuchs id. Klaus Fuchs, lutheránus lelkész és a később öngyilkosságot elkövető Else Fuchs gyermekeként 1911-ben született Rüsselsheimben, Németországban. Korai tanulmányait is hazájában végezte. Meggyőződéses kommunista-volta miatt a náci rezsim elől Angliába menekült, ahol 1942-ben csatlakozott a brit atomprogramhoz. Ekkortájt szervezte be a KGB, hogy a Szovjetuniónak kémkedjen.

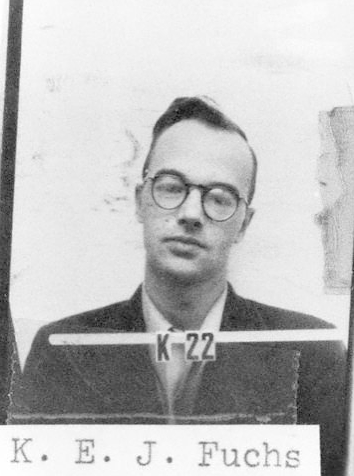
Klaus Fuchs (A Manhattan-projekt-i igazolványa)

1943-ban az Amerikai Egyesült Államokba került, ahol a Manhattan terv keretében az atombombát fejlesztő tudóscsoport tagja lett Los Alamosban.
Fuchs ezután visszatért Angliába, ahol egy harwelli atomkutatási alapítványnál dolgozott egészen 1950-ig, amikor letartóztatták, és rábizonyították, hogy adatokat adott át a szovjeteknek. Fuchs bevallotta tettét, ezért 9 évi börtönre ítélték.
1959-ben, szabadulása után Kelet-Németországba ment, ahol a drezdai Atomfizikai Intézet igazgatójaként tevékenykedett egészen 1988-ban bekövetkezett haláláig.